# Rockpalast: Blues Rock Legends Vol.3
Rockpalast: Blues Rock Legends Vol.3 è un doppio CD live di Johnny Winter, pubblicato dalla MIG Records nel 2011. I brani dei CD furono registrati (dal vivo) il 21 e 22 aprile del 1979 al Rockpalast at Grugahalle di Essen in Germania.

## Tracce
CD 1
1. Hideaway – 11:02 (Freddie King)
2. Messin' with the Kid – 7:47 (Mel London)
3. Walking by Myself – 8:27 (Jimmy Rogers, Big Walter Horton)
4. Mississippi Blues – 18:12 (Willie Brown)
5. Divin' Duck – 6:53 (Sleepy John Estes)
6. Johnny B. Goode – 6:53 (Chuck Berry)

CD 2
1. Suzie Q – 13:14 (Dale Hawkins)
2. Drum Solo – 10:43 (Bobby Torello)
3. I'm Ready – 5:48 (Muddy Waters, Willie Dixon)
4. Rockabilly Boogie – 6:06 (Johnny Burnette, Henry Jerome, Dorsey Burnette, George Hawkins)
5. Medley – 15:26 (Various)
6. Jumpin' Jack Flash – 7:50 (Mick Jagger e Keith Richards)

## Musicisti
- Johnny Winter - voce, chitarra
- Jon Paris - basso
- Bob Torello - batteria